# Нерд

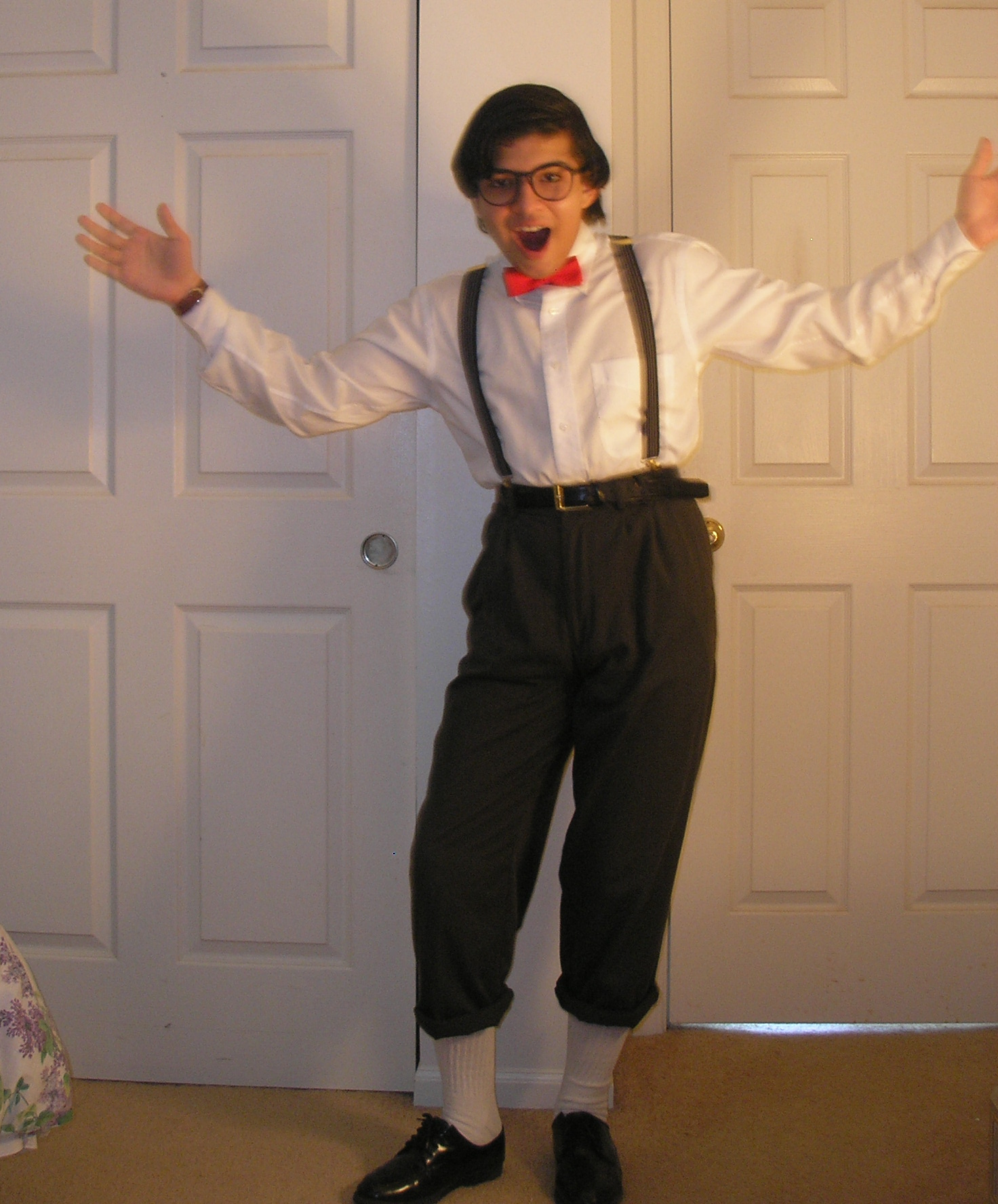
Хлопець, вдягнений згідно стереотипів щодо вигляду нерда

Нерд (англ. nerd) — у сучасній англійський мові стереотипний образливий термін, щодо людини, яка дуже захоплена наукою або чимсь, що вважається нудним у поп-культурі. Зазвичай нерд не бере участь у спортивних заходах і відсторонений від однолітків. Нерд не вміє жити в суспільстві нормальних людей, а спілкується переважно з такими ж одержимими наукою чи технологією, як сам. Його близьким за значенням українським відповідником можна вважати «ботанік, ботан».[джерело?]